# 梁亮胜
梁亮胜（1951年—），汉族，中华人民共和国企业家、政治人物，湖北省侨联副主席、香港丝宝集团董事长兼行政总裁，香港廣東社團總會第九屆主席，第十、十一、十二、十三届全国政协委员。
2008年，当选第十一届全国政协委员，代表特别邀请人士，分入第五十八组。2018年1月，当选第十三届全国政协委员。